# 伊利縣 (紐約州)
伊利郡（英語：Erie County）是美国纽约州西部的一個郡，西傍伊利湖，北鄰加拿大，面積3,178平方公里，2020年的人口為954,236人。縣治水牛城（Buffalo），約佔該郡人口的28％。該郡成立於1821年，郡名以及伊利湖的命名皆來自1654年之前居住在該地區的同名印第安部落。
伊利郡和尼亞加拉縣構成了布法羅-尼亞加拉大都會區，是紐約州第二大都會區。伊利郡的南部被稱為南方城。